# آبشار پینی کریک
آبشار پینی کریک (به انگلیسی: Piney Creek Falls) آبشاری است که در تنسی، ایالات متحده آمریکا واقع شده و ارتفاع کلی ریزشگاه آن ۹۵ فوت (۲۹ متر) است.